# Chińska ofensywa wiosenna
Chińska ofensywa wiosenna – ofensywa Chińskiej Armii Ludowo-Wyzwoleńczej (oficjalnie Chińskich Ochotników Ludowych) przeciwko wojskom ONZ (głównie armii amerykańskiej) w okresie 22 kwietnia – 20 maja 1951, w trakcie wojny koreańskiej. Ofensywa chińska została zatrzymana przez Amerykanów po ciężkich walkach.

## Preludium
Wojska chińskie wkroczyły do Korei Północnej w październiku 1950 roku. Chińscy Ochotnicy Ludowi dowodzeni przez Penga Dahuaia zadali wojskom ONZ wiele druzgocących ciosów wypierając je z Korei Północnej. Peng Dehuai prosił o zgodę Mao Zedonga na zatrzymanie się na 38. równoleżniku, ale ten nie zgodził się. Chińczycy coraz bardziej cierpieli z powodu rozciągniętych linii komunikacyjnych i mimo zajęcia Seulu w Nowy Rok 1951 ich możliwości działania wyczerpywały się. 26 grudnia do Korei przybył generał Matthew Ridgway jako nowy dowódca amerykańskiej 8 Armii. Nadal sądzono, że w Korei znajdowało się 486 tys. żołnierzy chińskich i północnokoreańskich, a tylko 365 tys. żołnierzy ONZ. Niemniej to Amerykanie mieli druzgocącą przewagę techniczną i panowanie w powietrzu. 25 stycznia Ridgway zaczął sondować teren ostrożnie posuwając się do przodu. 21 lutego ruszyła operacja „Killer” a 7 marca „Ripper”, z kolei 14 marca odbito Seul. Wojska ONZ znalazły się wówczas na linii Kansas.
21 lutego Peng udał się do Pekinu. Następnie pojechał by spotkać się z Mao Zedongiem do jego bunkra na Wzgórzach Jadeitowego Źródła. Mao zbył Penga. Mao naszkicował swoją ogólną strategię w depeszy do Stalina z 1 marca, która zaczynała się słowami: Nieprzyjaciel nie wycofa się z Korei, dopóki nie wyeliminujemy wielkich mas jego żołnierzy(...). Wyjaśniał Stalinowi, iż zamierza wykorzystać swoje rezerwy ludzkie by wyczerpać Amerykanów. Według Mao armia chińska straciła już sto tysięcy żołnierzy (...) i liczy się ze stratą kolejnych trzystu tysięcy w tym i następnym roku. Chińczycy w trakcie walk stosowali taktykę tzw.ludzkich fal (ren-hai-zhan-shu), by wykorzystać przewagę liczebną. Peng mimo sprzeciwu musiał więc szykować ofensywę na wiosnę 1951. 19 armii przygotowywało się do ataku.

## Przebieg walk
W niedzielę 22 kwietnia Chińczycy rozpoczęli ofensywę, swoją piątą podczas wojny koreańskiej. 8 Armia spodziewała się uderzenia Chińczyków i przewidywała, że główne uderzenie pójdzie na środek frontu w rejonie Pakyong – Chuncheon na pozycję IX Korpusu. Przez trzy ostatnie tygodnie wojska ONZ posuwały się na północ by zabezpieczyć swoje pozycję na linii Kansas. Chińczycy zamierzali wygasić działania ONZ i wyprzeć wojska Van Fleeta na południe. Chińscy jeńcy wspominali, że oficerowie polityczni mówili im, że 1 maja będą obchodzić w Seulu.
1 Dywizja Piechoty Morskiej stacjonująca w tzw. żelaznym trójkącie między Ch’ŏrwŏn, P’yŏnggang i Geumwha otrzymała ostrzeżenie taktyczne dwie godziny przed chińskim atakiem. Główny impet uderzenia skierował się na zachód uderzając w 7. pułk marines, który bronił pozycji do zmierzchu 22 kwietnia. 6 Dywizja ARK nie wytrzymała uderzenia i zaczęła się cofać z lewej flanki, utrudniając dostarczenie wojskom amerykańskim zaopatrzenia i posiłków. Marines zmuszeni zostali do odwrócenia swych stanowisk, by zasłonić pustą flankę od zachodu. Rankiem 24 kwietnia marines ustąpili na znacznym obszarze, ale złamali impet chińskiego natarcia i zadali poważne straty atakującym czołowo Chińczykom.
W trudnym położeniu znaleźli się artylerzyści nowozelandzkiego 16. pułku polowego wspomagający 5 Dywizję ARK, gdy stacjonująca przed nimi piechota koreańska zaczęła uciekać. IX Korpus nalegał by Nowozelandczycy dalej kontynuowali wsparcie ogniowe dla sił ARK. Artylerię w końcu osłonił brytyjski 1. batalion Middlesex. W ciągu kilku godzin obie jednostki broniły swoich pozycji. W momencie kiedy było wiadomo, że ARK pęknie od chińskich ataków obu jednostkom zezwolono na wycofanie się do rzeki Kapion. Tam połączyły się z resztą 27 Brygady Wspólnoty Brytyjskiej, zajmując wyrwę, która powstała po ucieczce żołnierzy ARK. Od nocy 23 do nocy 25 kwietnia bataliony brytyjskie, australijskie i kanadyjskie odpierały ataki chińskiej 118 Dywizji. Przez prawie 24 godziny żołnierze kanadyjskiego pułku lekkiej piechoty Księżniczki Patrycji byli otoczeni i odcięci, żyjąc z zrzutów lotniczych. W tym samym czasie na zachodzie przeprowadzono inną akcję. 27 Brygada brawurowo powstrzymała atak komunistów na północ od Cheongcheon-ni. Brygada odniosła małe straty w ludziach. Sytuacja na środku linii ONZ ustabilizowała się, pozycję utrzymano a nacierający przerwali atak. Unieszkodliwiono jeden z członów ataku.
Do krwawych walk doszło na pozycjach I Korpusu. Brytyjska 29 Brygada składająca się z trzech batalionów piechoty i 4. batalionu belgijskiego pod jej dowództwem stoczyły w dniach 22–25 kwietnia bitwę nad rzeką Imjin. Brytyjczycy bronili pozycji wzdłuż rzeki Imjin, około 50 km na wschód od Seulu. W nocy z 24 na 25 kwietnia brygada po zażartych walkach otrzymała rozkaz wycofania się znad Imjin na nowe pozycje na północ od Seulu. Gdy brytyjska 29 Brygada walczyła nad Imjin, Van Fleet zorganizował szybko pozycję rezerwowe na północ od stolicy Korei, znane jako Bezimienna Linia. 8 Armia z łatwością zatrzymała na nich Chińczyków gdyż ich siłą natarcia znacznie spadła. Jednakże Chińczycy mimo tego dalej podejmowali samobójcze ataki. 15 maja marszałek Peng Dehuai rzucił do natarcia 21 dywizji chińskich i 9 północnokoreańskich.
Sytuacja się powtórzyła i znowu III Korpus ARK cofnął się pod naporem przeciwnika. W niektórych miejscach komuniści posunęli się o około 50 km a 5. i 7 Dywizja ARK zostały ciężko poturbowane. Z prawej strony I Korpus ARK wytrwał na pozycjach a amerykańska 2 Dywizja Piechoty mimo straty 900 ludzi odpierała powtarzające się ataki. Jedna z baterii tej dywizji w 24h wystrzeliła ponad 12 tysięcy pocisków kalibru 105 mm. W nocy 16 maja 38. pułk piechoty rozbijał kolejne ataki. Artyleria wykrwawiała Chińczyków między liniami obu stron a wielu innych ginęło na polach minowych. Reflektory oświetlały pole walki dajądz większą pewność kanonierom w trakcie wystrzałów. Dywizją dowodził gen. Clark Ruffer. Wybitnie działał, organizując obronę i koncentrację swoich jednostek, podrywając je potem do natarcia. Przeżył takżę katastrofę helikoptera, w której brał udział. 3 Dywizja Piechoty i 187. pułkowy zespół bojowy wypełniły lukę powstałą po klęsce ARK. 20 maja nie było już wątpliwości, że ofensywa komunistów się załamała, strona ONZ szacowała straty przeciwnika na 90 tys. ludzi. Nawet jeśli liczba ta była przesadzona nie zmieniało to fakty, że przeciwnik został pokonany.
Armia USA a w szczególności 2 Dywizja Piechoty utrzymały front z dużą determinacją. 22 maja 8 Armia przystąpiła do własnego uderzenia. I Korpus ARK posuwał się wzdłuż wybrzeża, nie napotykając dużego oporu, zdobywając miasto Gaeseong. 187. pułkowy zespół bojowy i 1 Dywizja Piechoty Morskiej przebiły się do zbiornika Hwacheon. Na lewej stronie I Korpus odbił dawne pozycje nad rzeką Imjin.

## Następstwa

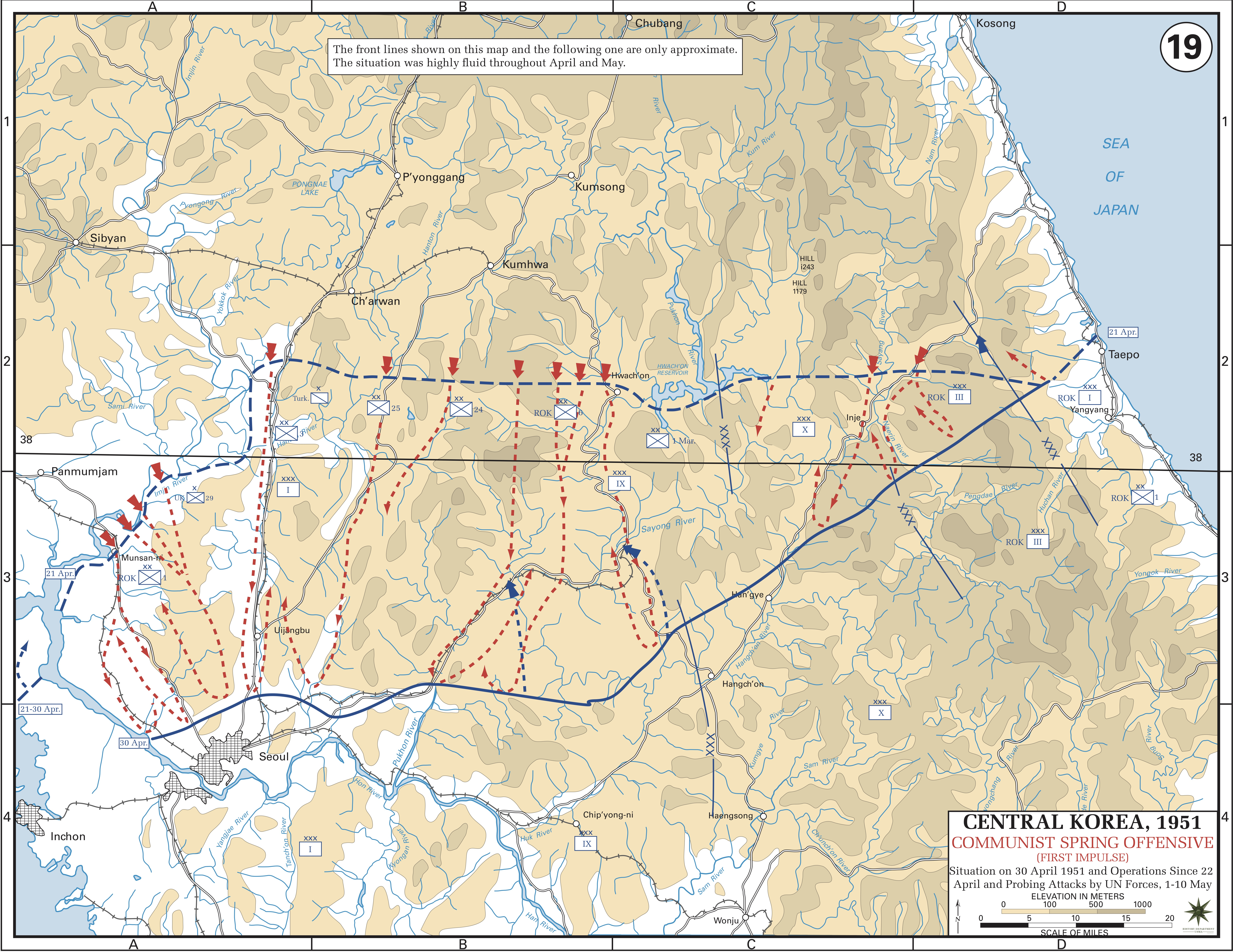
Chińskie uderzenia w pierwszej fazie walk.

Po odparciu wiosennej ofensywy komunistów można było ruszyć do udrzenia i wyprowadzić spektakularne ciosy, ale nie było już ku temu woli politycznej. USA i sojusznicy nie chcieli wypierać przeciwnika na północ, wydłużać frontu ONZ i ryzykować utraty dotychczasowych osiągnięć. Kolegium szefów sztabu oświadczyło, że dążą do zakończenia wojny i powrotu do status quo, misją 8.Armii jest doprowadzenie przeciwnika do takiego stanu wyniszczenia, by przystał na te warunki. W pierwszej połowie czerwca James Van Fleet podjął ostrożne ataki by umocnić swoje pozycje. Było to powtórzenie manewru Ridgwaya z kwietnia. W trakcie operacji „Sterownik” zdobyto Cheorwon i Geumwhę nasadę żelaznego trójkąta. X Korpus wyparł przeciwnika z Punchbol umocnionego obszaru o dużej wartości strategicznej. Na tym nowym froncie, mimo kilkumetrowych posunięć w jedną bądź drugą stronę, ONZ utrzymała pozycję do końca wojny.